# Stasys Girėnas
Stasys Girėnas (rođen kao Stasys Girskis) 4. listopada 1893., Vytogala, Litva – 17. srpnja 1933. kod Pszczelnika blizu Soldina, Njemačka) je bio litvansko-američki zrakoplovac.
Rodio se u Vytogali, u okrugu Raseiniai.
Emigrirao je u SAD 1910. Kao mladić je radio u tiskari. Pridružio se američkoj vojsci 1917., nakon što su iste postale sudionikom prvog svjetskog rata. U istoj je bio obučen za mehaničara.
1919., nakon što se umirovio, radio je kao vozač taksija u Chicagu, a u isto vrijeme je učio letiti. 
Kupio je zrakoplov, a na svom letu 1925. se ozlijedio u padu zrakoplova, no to ga nije odagnalo od daljnjeg letenja i rada u civilnom zrakoplovstvu.
1931. je osvojio glavnu nagradu na čikaškom zrakoplovnom festivalu za najbolje slijetanje zrakoplova s izgašenim motorom.
15. srpnja 1933., zajedno sa Steponasom Dariusom, pokušao je neprekidni let iz New Yorka do Kaunasa, sveukupno 7.186 km, u zrakoplovu Bellanca CH-300 Pacemaker imena "Lituanica". 
Nakon što su uspješno prješli Atlantski ocean za 37 sati i 11 minuta neprekidnog leta, srušili su se 17. srpnja u 0:36 (po berlinskom vremenu) kod sela Kuhdamm, blizu Soldina u Njemačkoj (danas sela Pszczelnik, područje Mysliborza, Poljska), zbog poteškoća s vremenskim uvjetima i nevoljama s motorom, pri čemu su oba zrakoplovca su poginula u nesreći
Prešli su udaljenost od 6.411 kilometara bez slijetanja, 650 km do njihove planirana odredišta.